# Incorregibles de Santa Martha
Incorregibles de Santa Martha es una serie de televisión mexicana creada por Carlos Murguía y Eduardo Murguía. Está protagonizada por Omar Isfel, Sofía Zavala, Armida Monjardin, Samuel Andaluz, Pepe Olivares, Ana Saenz, Alexander Colmenares, Isabela Coppel y Fernando Manzano. La serie se estrenó en el Canal 5 el 11 de noviembre de 2024.

## Sinopsis
La serie sigue a un grupo de estudiantes que han sido expulsados de sus antiguas escuelas y rechazados por la sociedad debido a su comportamiento inapropiado, por lo que son inscritos por sus familias en el Instituto Santa Martha, una escuela que promete reformarlos con técnicas particulares de enseñanza.

## Reparto

### Principales
- Omar Isfel como Luis Núñez
- Sofía Zavala como Concepción «Terra» Terrazina
- Samuel Andaluz como Jaime Contreras
- Armida Monjardin como Margarita «Bit» Baeley
- Alejandro Colmenares como Fernando Massán III
- Isabela Coppel como Zoe Rodarte
- Fernando Manzano como Benito «Bebé» Berlanga
- Pepe Olivares como Máximo Gorostieta
- Ana Saenz como Serena Mortz

### Secundarios
- Violeta Isfel como Gloria Nuñez
- Horacio F. Lazo como Sergey
- Talía Marcela como Suprema
- Siozana Melikian como Mayúscula
- Asher Mansur como Morgan Loera
- Alma Dávila como Gema
- Johanna Dávila como Melisa
- Lion Bagnis como Gamaliel «Gato»
- Ana Luisa Monjarás como Ana «Anita» Doristegui
- Michel García como Mike
- Mau Topete como Güicho
- Berenice Mastretta como Segismunda
- Haunani Ruiz como Melatonina
- Alejandra Maldonado como Ema Globina
- Alejandro Raffel como Dr. Pepe
- Gastón Filgueira Oria como Eco
- Jorge Martos como Pedro
- Poker Man como Peter Fernando Palomino
- Silvia Mendoza como Begoña
- Judith Urdiales como Amaranta
- Adriana Burgos como Beatriz
- Julio Maldonado como Dr. Berlanga
- Ingrid Manjarrez como Arantza Massan
- Alex Lavallen como Fernando Massan
- Karen Alicia como Dora
- Monserrat Curis como Diana
- Alberto Yáñez como Lenin
- Elaine Haro como Divina Danna (estrella invitada en el episodio 4 de la primera temporada)[3]

## Episodios
| Temporada | Temporada | Episodios | Episodios | Emisión original        | Emisión original       |
| Temporada | Temporada | Episodios | Episodios | Primera emisión         | Última emisión         |
| --------- | --------- | --------- | --------- | ----------------------- | ---------------------- |
|           | 1         | 32        | 32        | 11 de noviembre de 2024 | 5 de diciembre de 2024 |
|           | 2         | 56        | 56        | 27 de enero de 2025     | 7 de marzo de 2025     |